# Paya Luah
Paya Luah is een bestuurslaag in het regentschap Aceh Barat van de provincie Atjeh, Indonesië. Paya Luah telt 406 inwoners (volkstelling 2010).